# История западной философии
«История западной философии» (англ. A History of Western Philosophy; полное название — «История Западной Философии и её связи с политическими и социальными условиями от античности до наших дней», A History of Western Philosophy And Its Connection with Political and Social Circumstances from the Earliest Times to the Present Day) — книга английского математика, философа и общественного деятеля Бертрана Рассела, написанная в 1945 году.
Представляет собой изложение западной философии от досократиков до начала XX века, включает в себя не только собственно философию, но и анализ соответствующих эпох и исторический контекст. Книга подвергалась критике за излишние обобщения и исключение некоторых направлений, особенно с пост-картезианского периода, тем не менее стала очень популярной и коммерчески успешной, много раз переиздавалась. Когда Рассел получил Нобелевскую премию по литературе в 1950 году, эта книга считалась главным поводом для присуждения премии. Книга дала Расселу финансовую независимость на всю оставшуюся жизнь.

## История создания
Книга писалась в дни Второй мировой войны, она выросла из серии лекций по истории философии, которые Рассел читал в Фонде Барнса в Филадельфии в 1941 и 1942 годах. Многие исторические исследования были проведены третьей женой Рассела Патрицией. В 1943 году Рассел получил аванс в 3000 долларов от издателей, и между 1943 и 1944 годами написал книгу, живя в Брин-Мор-колледж. Книга была напечатана в 1945 году в США, a через год в Великобритании. В 1961 году вышло второе издание, но новых материалов в нём не появилось.

## Содержание
Работа разделена на три книги, каждая из них — на разделы; каждый раздел посвящён одному философу, философской школе или периоду.

### Древняя философия
- Досократики (включая Фалеса, Пифагора, Гераклита, Парменида, Эмпедокла, Анаксимандра, Анаксимена, Анаксагора, Левкиппа, Демокрита и Протагора)
- Сократ, Платон и Аристотель
- Древняя философия после Аристотеля (включая киников, скептиков, эпикурейцев, стоиков и неоплатоников)

### Католическая философия
- Отцы церкви (включая развитие еврейской философии, исламской философии (которую он называет Магометанская мысль, как было принято в его время), Святого Амвросия, Святого Иеронима, Святого Августина, Святого Бенедикта и папу Григория Первого)
- Схоласты (включая Эриугену и Фому Аквинского)

### Философия нового времени
- От Возрождения до Юма (включая Макиавелли, Эразма, Томаса Мора, Ф. Бэкона, Гоббса, Декарта, Спинозу, Лейбница, Локка, Беркли и Юма).
- От Руссо до наших дней (включая Руссо, Канта, Гегеля, Байрона, Шопенгауэра, Ницше, утилитаристов, Маркса, Бергсона, Уильяма Джеймса и Джона Дьюи).
- Последняя глава третьей книги, Философия логического анализа, описывает собственные взгляды Рассела в то время.

## Реакция
Реакция на книгу была смешанной, особенно со стороны академических исследователей. Рассел был в какой-то мере встревожен этим обстоятельством. Роджер Скрутон написал, что книга остроумна и элегантно написана, но её недостатки в концентрации на докартезианской философии, недопонимании философии Канта, излишних обобщениях и пропусках.
Рассел сам описал книгу как работу по социальной истории, и просил, чтобы её квалифицировали именно таким образом.

### Рецензии
«Замечательная книга <…> работа высшей педагогической ценности, стоящая над конфликтами групп и мнений.» — Альберт Эйнштейн.
«Части этой знаменитой книги лишь наброски… с другой стороны она легко читаема, великолепно широкий обзор Западной мысли, отличающийся очень информативным вписанием её в исторический контекст. Рассел писал её с удовольствием, и это заметно; его последующие заметки о книге говорят о том, что он отдавал себе отчёт в её недостатках» — Энтони Грейлинг.
«Мистер Рассел первоклассный писатель и мыслитель: остроумие, сила ума и гибкость стиля. Однако это <…> не спасает книгу <…> от того, что она стала худшим произведением Рассела… Как и следовало ожидать, автор прекрасно излагает современные концепции, по одной простой причине, что он их разделяет… Тем не менее, его интерпретации древних и средневековых доктрин практически бесполезны для их понимания» — Лео Робертс.
«История западной философии последовательно ошибается в этом отношении. Её автор, кажется, никогда не мог определиться, что он пишет, историю или полемику… [Его метод] приписывает ушедшим философам некоторую искусственную осовремененность. Тем не менее, это неправильное прочтение истории» — Джорж Боас.
«История западной философии, вульгарная, но репрезентативная книга» — Джордж Стайнер.
«Он написал её ради денег, написал быстро. Бертран Рассел был великим философом, но никудышным историком»[где?] — Эдвард Полз (профессор философии) и Уильям Кенан (профессор гуманитарных наук), Боудин-колледж.
Рассел сам говорил о своей книге так:

Я рассматривал начальные части своей Истории западной философии как историю культуры, но в последующих частях, где наука становится важной, гораздо сложнее вписаться в эти рамки. Я сделал всё, что мог, но не уверен, что преуспел. Рецензенты иногда обвиняли меня в написании не настоящей истории, а предвзятом изложении событий, которые я сам выбрал. Но, с моей точки зрения, человек, не имеющий собственного мнения, не может написать интересную историю — если такой человек вообще существует.

## Издания на русском языке
- История западной философии. / Ред. В. Ф. Асмус. М: 1959 [Издание с грифом «для научных библиотек».]
- История западной философии. / Ред. В. Чалидзе. Нью-Йорк: Chalidze Publications, 1981. — 855 с.
- История западной философии. Ростов-на-Дону: Миф, 1998
- История западной философии и её связи с политическими и социальными условиями от античности до наших дней. В 3 кн. / Науч. ред. В. В. Целищев. — Новосибирск: Изд-во Новосиб. ун-та, 2001.
- История западной философии. / Ред. Смоленков, В. Е., сопровод. ст. Светлов, Р. В. — Санкт-Петербург: Азбука, 2001—956 с.